# Armando Carlini
Armando Carlini (Napoli, 9 agosto 1878 – Pisa, 30 settembre 1959) è stato un filosofo italiano, fra i più illustri del suo tempo.
Negli anni Trenta rivestì anche la carica di deputato del Regno d'Italia.

## Biografia
Nato a Napoli, si laureò a Bologna prima in Lettere, poi in Filosofia con Francesco Acri. Dopo aver insegnato prima Italiano poi Storia della filosofia nei licei di molte città d'Italia (Iesi, Foggia, Cesena, Trani, Parma e Pisa), fu chiamato nel 1917 presso l'Università di Pisa per sostituire Giovanni Gentile, da poco trasferitosi a Roma, prima come incaricato, poi come titolare della cattedra di Filosofia teoretica (1922).
Alcuni anni più tardi divenne rettore dell'Ateneo pisano (1927 - 1935). Eletto deputato (1934 - 1939), fu ammesso, alla vigilia della seconda guerra mondiale (1939), all'Accademia d'Italia, massimo riconoscimento concesso all'epoca dal regime fascista di cui egli fu fervente sostenitore. 
Nel secondo dopoguerra, ritiratosi dalla vita pubblica e dall'insegnamento, si dedicò interamente agli studi filosofici e religiosi e alla pubblicazione delle ultime creazioni. Morì ottantunenne a Pisa, sua città d'adozione.

## Pensiero

### I primi passi
Carlini iniziò a farsi conoscere, attorno al 1910, assumendo la direzione, prima con Renato Serra, poi da solo, di una collana edita da Laterza che inizialmente venne lanciata sotto il nome di Testi di filosofia ad uso dei licei e ribattezzata successivamente Piccola biblioteca filosofica. Ad introdurlo nella Laterza fu Giovanni Gentile, conosciuto qualche anno prima dal Carlini, e Benedetto Croce, all'epoca ancora in rapporti col filosofo di Castelvetrano.
La collana aveva scopi divulgativi, ma divenne presto celebre per l'alto livello degli autori che collaborarono in vario modo al suo interno, fra cui, oltre al Carlini, anche Armando Saitta e lo stesso Giovanni Gentile. Oltre al lavoro di direzione e coordinamento in qualità di direttore responsabile, il filosofo napoletano pubblicò nel 1912, due saggi su Aristotele (in realtà raccolte aristoteliche da lui curate, commentate e tradotte) cui fece seguito uno studio su Giovanni Bovio (1914) che destò l'interesse di non pochi studiosi e l'approvazione di Giovanni Gentile, considerato dal Carlini suo maestro indiscusso.

### La maturità intellettuale
Già da alcuni anni professore incaricato a Pisa, Carlini pubblicò nel 1921 due corposi volumi che gli assicurarono un posto di assoluto rilievo nel mondo accademico del tempo: La filosofia di Giovanni Locke, esaustivo studio sul pensiero del grande filosofo britannico, e soprattutto La vita dello spirito.
In quest'ultimo saggio si iniziò infatti chiaramente a delineare il proprio pensiero: adesione alla dottrina idealista, vista come sintesi fra il pensiero immanentista gentiliano (Gentile fu, fino alla propria scomparsa, suo amico, oltre che maestro) e quello crociano, soffusa però di luce cristiana che finirà, con il passare degli anni, per divenire preponderante ed imporsi sempre più nettamente nelle speculazioni del Carlini.
Già nel 1934, con l'uscita de La religiosità dell'arte e della filosofia Carlini si fece fautore di uno spiritualismo cristiano che lo allontanava da Gentile e da Croce (che pur non si professarono mai atei), avvicinandolo in qualche modo al Rosmini. Al centro della propria visione filosofica c'è il pensiero cattolico di matrice soprattutto agostiniana che si pone come fondamento etico universale e chiave di interpretazione dell'esistenza umana.
Secondo il filosofo napoletano il raggiungimento della verità cristiana, incentrata su un'entità superiore che ci trascende, è però raggiungibile solo soggettivamente, attraverso un ripensmento costante irto di dubbi ed angosce. È dal dialogo che riusciamo ad instaurare con noi stessi che possiamo scoprire Dio. Il messaggio cristiano non ci viene pertanto dato attraverso una forma di metafisica dogmatica, ma costituisce il punto di arrivo di un percorso critico interiore, una conquista realizzabile solo attraverso gli strumenti di una metafisica critica. La centralità del  cristianesimo nella teoria della conoscenza sarà ripresa e ulteriormente sviluppata nel saggio Lineamenti di una concezione realistica dello spirito umano, dato alle stampe nel 1942 e, soprattutto, in Alla ricerca di me stesso, del 1951.
Comprensibile appare pertanto l'interesse che il Carlini nutrì per l'esistenzialismo tedesco, che però si espresse con una singolare preferenza verso Martin Heidegger, nelle cui speculazioni trovarono ben poco posto le istanze religiose, piuttosto che nei confronti del  cristiano Karl Jaspers che su quelle stesse istanze aveva strutturato il proprio pensiero. Nel 1952 Armando Carlini tradurrà dal tedesco, commenterà e curerà l'edizione italiana de Il pensiero logico di Martin Heidegger, e l'anno successivo, sempre dello stesso autore, Che cos'è la metafisica?.
Nel 1957, un paio di anni prima della propria scomparsa, Carlini volle rendere un ultimo e commosso omaggio a Giovanni Gentile con i suoi Studi gentiliani, raccolta di scritti in massima parte già pubblicati precedentemente, tesi a ricordarne la figura e le affinità intellettuali che un tempo lo avevano legato al grande filosofo siciliano.

## Opere
- La mente di Giovanni Bovio, Bari, Laterza, 1914
- La filosofia di Giovanni Locke, Firenze, Vallecchi, 1921
- La vita dello spirito, Firenze, Vallecchi, 1921
- La religione nella scuola, Firenze, Vallecchi, 1927
- Aristotele, La Metafisica, traduzione e note di Armando Carlini, Bari, Laterza, 1928 (1949, 1959, 1965; Filosofi Antichi e Medievali)
- La religiosità dell'arte e della filosofia, Firenze, Sansoni, 1934
- Filosofia e religione nel pensiero di Mussolini, Roma, Quaderni dell'Ist. Naz. di Cultura fascista (ser. 4; 5), 1934
- Il mito del realismo, Firenze, Sansoni, 1936
- Lineamenti di una concezione realistica dello spirito umano, Roma, Perrella, 1942
- Saggio sul pensiero filosofico e religioso del Fascismo, Roma, Ist. Naz. di Cultura Fascista (Biblioteca I.N.C.F.; 2), 1942; seconda edizione, Lulu.com, 2014.
- Il problema di Cartesio, Bari, Laterza, 1948
- Perché credo, Brescia, Morcelliana, 1950
- Cattolicesimo e pensiero moderno, Brescia, Morcelliana, 1953
- Breve storia della filosofia, Firenze, Sansoni, 1957
- Giovanni Gentile, la vita e il pensiero a cura della Fondazione Giovanni Gentile per gli Studi filosofici, Vol. VIII (Studi gentiliani), Firenze, Sansoni, 1957
- Le ragioni della fede, Brescia, Morcelliana, 1959
- Fra Michelino e la sua eresia, prefazione di Renato Serra, Bologna, Nicola Zanichelli, 1912, ISBN 9788865415160.
- Che cos'è la metafisica? Firenze, Sansoni, 1962